# Джеймс V
Джеймс V Стюарт (на английски: James V; на латински: Jakobus V, Яков V; на шотландски келтски: Séamus V, Шеймъс V, IPA:[ˈʃeɪməs]) е крал на Шотландия от 1513 г. до смъртта си в 1542 г.

## Произход и възкачване на престола
Джеймс V е роден на 10 април 1512 г. в двореца Линлитгоу, близо до Единбург, Шотландия. Син е на шотландския крал Джеймс IV и на английската принцеса Маргарет Тюдор, която е сестра на английския крал Хенри VIII.
Наследява престола на 9 септември 1513 г., след като баща му е убит в битка срещу англичаните при Флудън Филд. По това време Джеймс V е на година и седем месеца. Коронован е на 21 септември 1513 в кралската капела в Стърлинг.

## Крал на Шотландия (1513 – 1542)

### Регентство
От името на малолетния крал като негов регент започва да управлява майка му Маргарет Тюдор. Английският произход на Маргарет и вторият ѝ брак с Арчибалд Дъглас, граф Ангас, от 1514 г. настройват много от шотландските благородници срещу кралицата майка. В резултат през 1515 г. регентският пост преминава в ръцете на херцога на Олбани Джон Стюарт. Регентството на Джон Стюарт се характеризира с последователна профренска ориентация на външната политика на страната и сравнително спокойната вътрешна обстановка. Държавническият талант и личният авторитет на херцога му позволяват да балансира между двете основни противопоставящи се аристократични групировки, оглавявани съответно от графовете Ангъс и графовете Аран.
Към началото на 20-те години в Шотландия се наблюдава засилване на проанглийските настроения. През 1521 г. е издадена книгата Велика Британия на Джон Мейджър, който пръв в историята на обществената мисъл в Шотландия изразява идеята за преимуществата от една англо-шотландска уния и от създаването на единна британска държава. Проанглийските настроения обричат на крах двата опита на Олбани за военна интервенция на английска територия през 1522 – 1523 г., когато шотландските дворяни просто отказват да участват във войната. През 1524 г. граф Олбани е отстранен от регентския пост и официално е прокламирано началото на самостоятелното управление на Джеймс V, властта фактически преминава в ръцете на граф Ангъс, който държи младия крал заключен в замъка в Единбург. Повечето аристократи обаче отказват да подкрепят Ангъс и през 1526 г. срещу властта му избухва въстание начело с граф Ленъкс, който е убит. Едва през 1528 г. с помощта на майка си Джеймс V успява да избяга от плена на Ангъс. Около Джеймс V бързо се обединяват повечето дворяни, което принуждава Ангъс да избяга от страната.

### Самостоятелно управление

#### Вътрешна политика
Към 1528 г. финансовото състояние на Шотлания е плачевно: огромните разходи на Олбани за подкрепата на Франция, издръжката на кралския двор, неефективното управление на Ангъс и разстройването на данъчните постъпления от кралкия домен почти изпразват хазната. Основен проблем в управлението на страната става попълването на бюджета. Джеймс V, който се отличава от предшествениците си със своята безскрупулност и алчност, вижда три начина за решаване на проблема – брак за богата съпруга, богатството на Църквата и конфискации.
Благодарение на посредничеството на Олбани и като компенсация за неосъществения брак с Екатерина Медичи, папа Климент VII позволява на Джеймс V да удържа от шотландската Църква ежегоден данък от 10 хил. лири стерлинги. Тези средства трябвало да бъдат използвани за учредяването на нова върховна съдебна палата.
По време на управлението на Джеймс V в Шотландия започва да прониква протестантството. За да съхрани добрите отношения с Рим и да продължи да се ползва с богатствата на Църквата, Джеймс V започва преследване на протестантите. По времето на Джеймс V в Шотландия са запалени огньовете на Инквизицията. Най-известният протестант, станал жертва на тези преследвания, е Патрик Хамилтън – ученик на Мартин Лутер. В същото време няма данни Джеймс V да предприема каквито и да е мерки, за да изкорени пороците в шотландската Църква и да повиши престижа ѝ. Напротив, пълното подчинение на Църквата пред кралската власт е използвано за получаване на допълнителни доходи чрез продажбата на висши църковни длъжности. Показателен е и фактът, че шест незаконни деца на краля са назначени начело на шестте най-богати шотландски абатства.

#### Кралят бедняк
Политиката на Джеймс V спрямо шотландската аристокрация се отличава с несвойствена за шотландските монарси суровост. Всички лица, съпричастни с управлението на граф Ангъс по време на непълнолетието на краля, са осъдени или екзекутирани. На няколко пъти Джеймс V предприема походи срещу непокорните барони от пограничните райони. В планинските райони на Шотландия кралят, противно на традиционната за предшествениците му политика на тясно сътрудничество с графовете Аргайл и Хентли, търси сближение с вождовете на най-влиятелните келтски кланове. Граф Аргайл е обвинен от краля в умишлено поддържане на безпорядък в тези райони и е отстранен от участието в управлението на западните части на страната. През 1540 г. кралят организира поход из Оркнейските и Хебридските острови, по време на който подчинява много келтски водачи и взима заложници.
Важно място в управлението на Джеймс V имат грижите за обезпечаването на реда и безопасността в Шотландия. По негово време рязко се увеличава ефективността на шотландската съдебна система. Въпреки това злоупотребата с нейните прерогативи не престава, доказателство за което са множеството обвинения в заговор срещу краля, придружени със смъртни присъди и конфискации на земи. Нуждата от допълнителни средства довежда до практиките на аристократите да се налагат редовни контрибуции под заплахата от конфискации на земите им и редовна продажба на кралски помилвания. Това естествено предизвиква недоволството на аристократите. От 1532 нейни представители фактически престават да участват в кралския съвет и в други органи на властта. Към края на управлението на Джеймс V най-близкото обкръжение на краля се състои главно от представители на духовенството и на дребните земевладелци. Благодарение на своята политика, поощряваща по-ниските слоеве на обществото, Джеймс V получава прозвището кралят бедняк.
В резултат на конфискациите, контрибуциите и повишаването на поземлената рента, приходите от домена на короната към края на царуването на Джеймс V се утрояват. Рязко се покачват приходите от съдебната система. Двата брака на Джеймс V вливат в кралската хазна огромната сума от 250 хиляди лири, както и други ценности. Огромни приходи се получават и от експлоатацията на църковните богатства. В същото време кралят изпълнява мащабна програма за дворцово строителство – построени са дворците Стърлинг, Фолкланд, Линлитгоу, които кралица Мари дьо Гиз считала за неотстъпващи по нищо на френските кралски дворци. Кралят държи и огромен за възможностите на Шотландия кралски двор. Големите разходи на Джеймс V и недоволството на аристокрацията и опасенията за собствената безопасност правят външната политика на краля доста несигурна.

#### Външна политика

##### Династични бракове
Един от основните външнополитически проблеми, който е актуален почти през цялото управлението на Джеймс V, е въпросът за избора на подходяща съпруга. Освен външнополитически измерения този въпрос има и вътрешни такива, тъй като от бъдещата съпруга на краля се очаква, освен да обезпечи външнополитическите връзки на Шотландия, да донесе и достатъчно голяма зестра, която да влее значителни средства в разстроената кралска хазна. През периода 1527 – 1531 г. между Единбург и Рим се водят усилени преговори за евентуален брак между Джеймс V и племенницата на папа Климент V – Катерина Медичи. Правени са и планове за брак между краля и дъщерята на датския крал или дъщерята на краля на Унгария. Най-накрая Джеймс V успява да убеди френския крал в необходимостта между Франция и Шотландия да бъде сключен династичен съюз и на 1 януари 1537 г. Джеймс V се жени за френската принцеса Мадлен Валоа – дъщеря на френския крал Франсоа I, която донася със себе си огромната сума от 100 хил. лири. Няколко месеца след сватбата обаче кралицата умира. Втора съпруга на шотландския крал става богатата Мари дьо Гиз – дъщеря на лотарингския херцог Клод I, за която Джеймс V се жени през 1538. Вторият брак донася на краля още 150 хиляди лири.

##### Конфликт с Англия
Пострадал в детските си години от действията на проанглийската партия на граф Ангъс, през цялото си управление Джеймс V съхранява враждебното си отношение спрямо Англия. На първо време тази враждебност няма как да получи реализация на практика, тъй като в един евентуален конфликт с Англия Джеймс V не би могъл да разчита на френска помощ поради действащото англо-френско примирие. Така между Лондон и Единбург дори се водят преговори за династичен брак между Джеймс V и дъщерята на Хенри VIII Мария. Разривът между Хенри VIII и папството, жестоките преследвания на католици в Англия и династичният съюз между Шотландия и Франция в края на трийсетте години създават силно напрежение в англо-шотландските отношения.
През 1541 г. по предложение на Хенри VIII в Йорк е организирана среща между двамата британски монарси. Страхувайки се за живота си, Джеймс V отказва да присъства на срещата, което разгневява Хенри VIII. Англия мобилизира войските си и през 1542 г. английските войски навлизат на шотландска територия, но са разбити от граф Хантли в битката при Хедън-Риг. Джеймс V призовава шотландското опълчение, но повечето недоволни от управлението му аристократи отказват да се отзоват на призива на краля. Уплашен, кралят назначава Хантли на поста главнокомандващ и, събрал войска от 20 хиляди души, се отправя към границата с Англия. На 24 ноември 1542 г. един неголям шотландски отряд под командването на кралския фаворит Оливър Синклер е разбит от англичаните при Солуей Мос. Поражението предизвиква масово дезертьорство и преминаване на някои шотландски барони на английска страна. Разочарован, Джеймс V се оттегля във Фолкландския дворец, където умира на 14 декември 1542 г.

## Деца
От първия си брак с френската принцеса Мадлен Валоа Джеймс V няма наследници. Втората съпруга на краля – Мари дьо Гиз, ражда на Джеймс V три деца:
- Джеймс (1540 – 1541)
- Робърт (р. 12 април 1541, починал след 8 дни)
- Мария, кралица на Шотландия (1542 – 1587)